# Hammond (Wisconsin)
Hammond è un comune degli Stati Uniti, situato in Wisconsin, nella Contea di St. Croix.